# Де Герне
Де Герне (нід. De Heurne) — село в нідерландській провінції Гелдерланд. Входить до муніципалітету Алтен.
Також відоме як Дінксперльське Герне аби уникнути плутанини із селищем Герне, що відповідно відоме як Алтенське Герне.

## Галерея

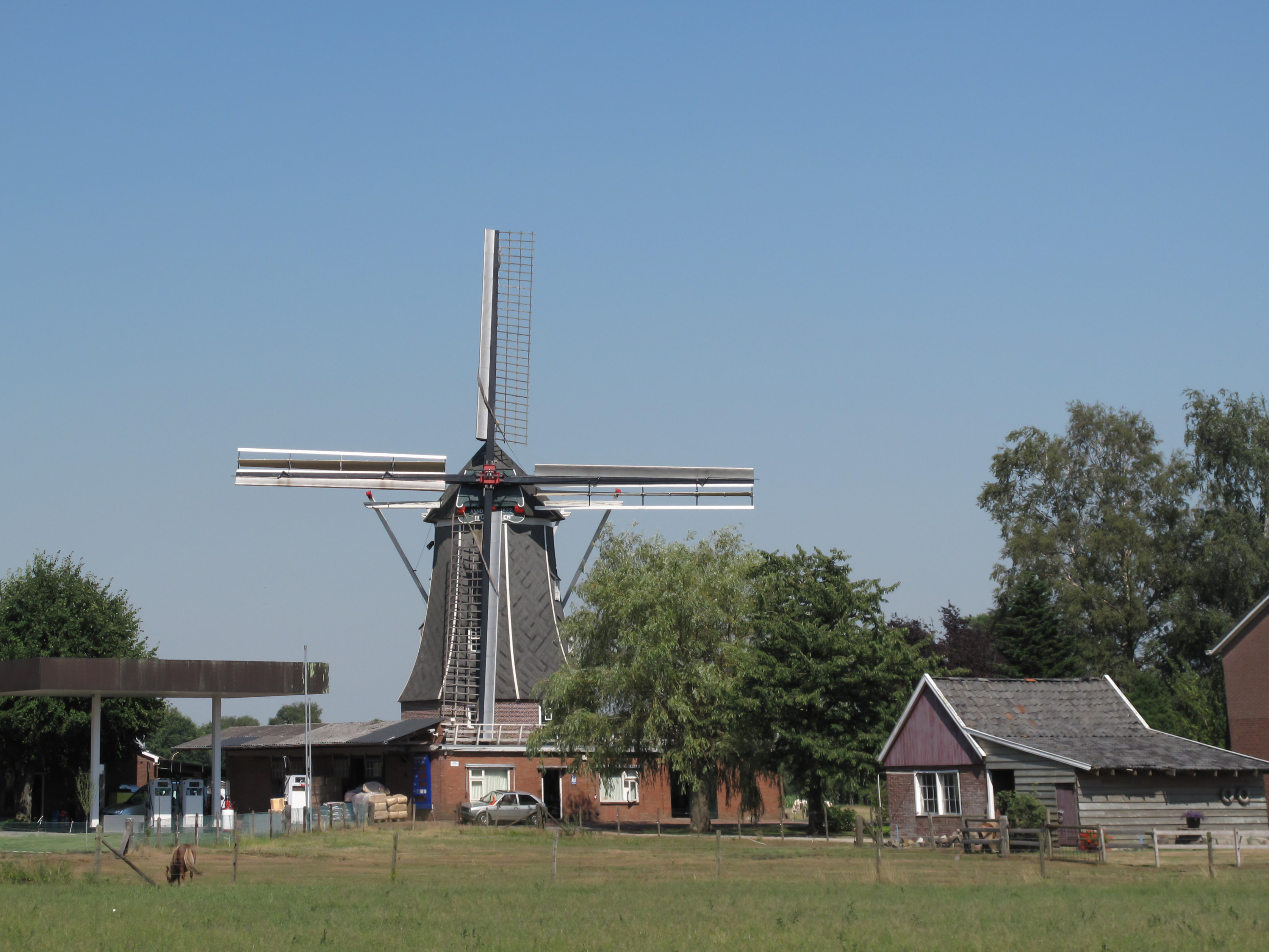
Вітряк у селі
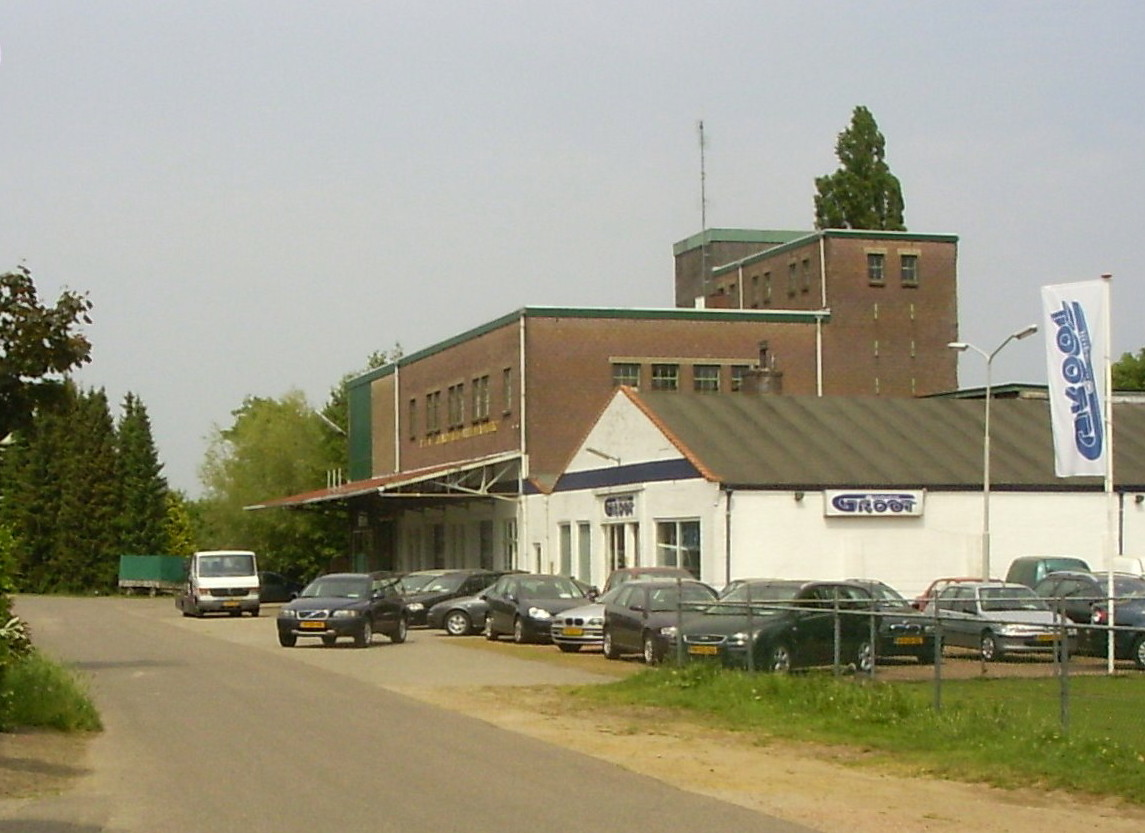
Колишня фабрика
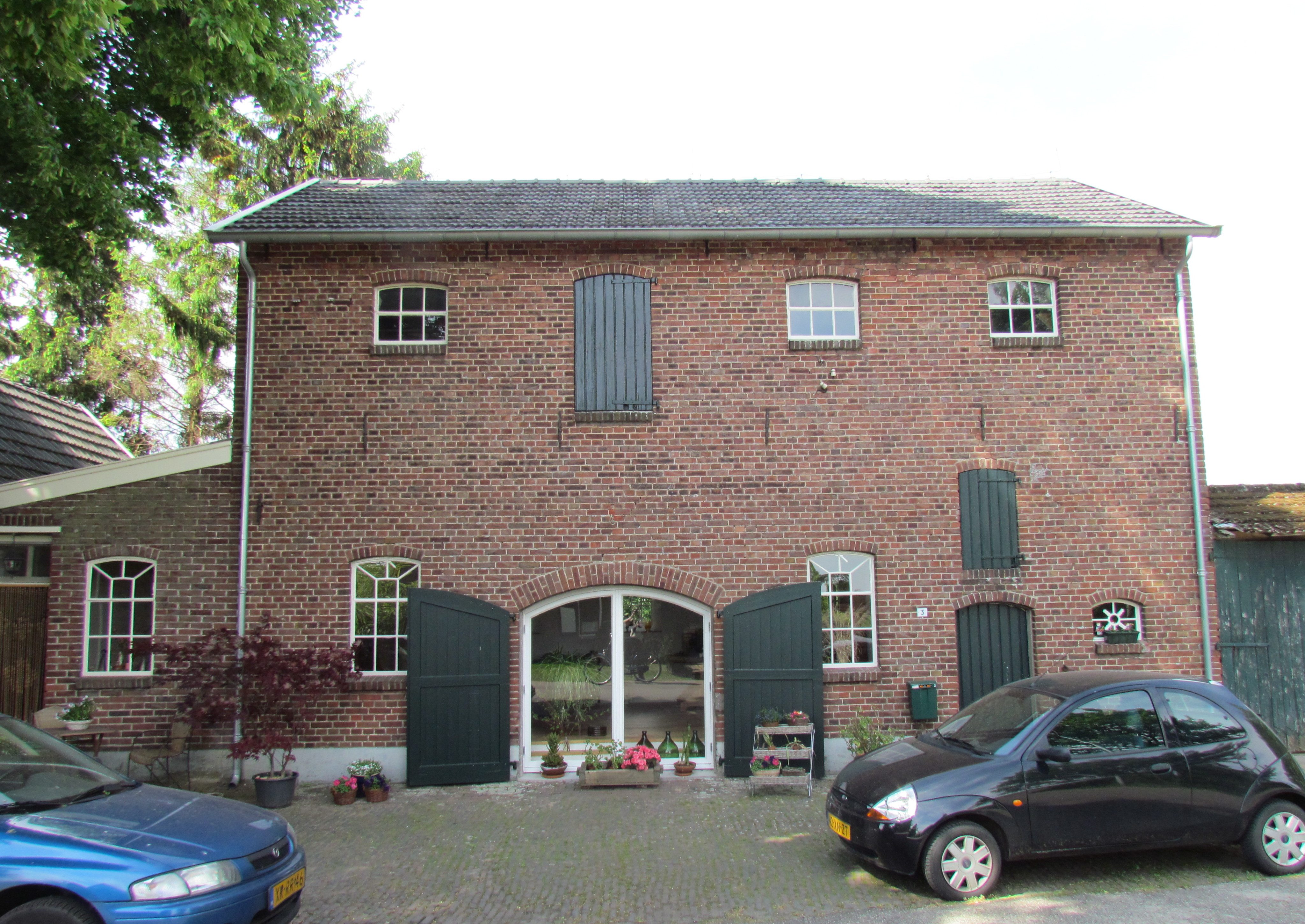
Колишній млин, перетворений на магазин